# Podskale (Sainte-Croix)
Pour les articles homonymes, voir Podskale (Petite-Pologne).
Podskale est une localité polonaise de la gmina d'Opatowiec, située dans le powiat de Kazimierza en voïvodie de Sainte-Croix.